# Zykloide

Ein Fixpunkt auf einem rollenden Kreis zeichnet eine Zykloide

Die (gewöhnliche) Zykloide (v. lat. cyclus bzw. altgriechisch κύκλος kýklos = Kreis und ειδής -eidés = ähnlich) ist die Bahn, die ein Punkt auf dem Umfang eines Kreises beschreibt, wenn dieser Kreis auf einer Geraden abrollt. Wegen ihrer Form wird sie auch als gespitzte Zykloide bezeichnet. Sie ist eine spezielle Trochoide und gehört damit zu den Rollkurven.
Verwandte Begriffe sind die Epizykloide (allgemeiner die Epitrochoide) und die Hypozykloide (allgemeiner die Hypotrochoide). Manchmal wird der Begriff „Zykloide“ so allgemein verwendet, dass diese Kurventypen eingeschlossen sind.

## Geschichtliches
Wer zuerst die Zykloide entdeckt bzw. näher untersucht hat, ist uns trotz ihrer einfachen Entstehungsweise – Betrachtung eines markierten Punktes auf einem bewegten Wagenrad – nicht überliefert. Nichts also hindert uns, anzunehmen, daß die Alten die Cykloide gekannt haben. Der anscheinend so einfache Verlauf der Linie lässt sich aber nicht allein mit Zirkel und Lineal konstruktiv darstellen.
Das 1503 auf Latein als Geometricae introductionis libri sex in Paris erschienene Werk von Charles de Bouelles stellt vermutlich die früheste dokumentierte Betrachtung der mathematischen Kurve dar, die durch die Bewegung eines Punktes auf einem rollenden Kreis entlang einer Linie entsteht. Dabei verbindet Bouvelles die Zykloide mit geometrischen und metaphysischen Überlegungen. Bouelles behandelt diese Kurve in Zusammenhang mit der Quadratur des Kreises.
Die zweite Veröffentlichung zu Zykloiden erfolgte 1570 durch Gerolamo Cardano, der dabei unter anderem die cardanischen Kreise beschreibt. Galileo Galilei unternahm 1598 weitere geometrische Untersuchungen von Zykloiden.
Das 17. Jahrhundert, das als „Goldenes Zeitalter der Analysis“ gilt, war auch für die Untersuchung der Zykloide relevant. So beschäftigten sich die besten Mathematiker und Naturwissenschaftler mit dieser besonders ästhetischen Kurve.
Die erste Flächen- und Längenberechnung an einer Zykloide gelang 1629 dem Italiener Bonaventura Cavalieri. Weitere Forschungsanstöße lieferte im gleichen Jahr der Franzose Marin Mersenne.
Weitere Fortschritte durch Quadraturen schafften 1634 Gilles Personne de Roberval und 1635 René Descartes und Pierre de Fermat. Roberval gelang 1638 eine Tangentenkonstruktion, 1641 gelang dies auch Evangelista Torricelli. Torricelli entwickelte bis 1643 eine Quadratur in Beziehung zur Schraubenlinie. Der Engländer Christopher Wren zeigte 1658, dass die Länge einer Zykloide gleich dem Vierfachen des Durchmessers des generierenden Kreises ist.
Im Juni 1658 veröffentlichte Blaise Pascal unter dem Pseudonym Amos Dettonville einen Wettbewerb für die Lösung von sechs Problemen zur Zykloide: Bestimmung der von der Zykloide umschlossenen Fläche, Bestimmung des Schwerpunktes der umschlossenen Fläche, Berechnung der Volumina von Rotationskörpern um beide Achsen und Bestimmung der Schwerpunkte dieser Körper. Er wusste nicht, dass Roberval bereits in den 1630er Jahren die ersten vier Ergebnisse veröffentlicht hatte.
Eine Quadratur über eine unendliche Reihe erfolgte 1664 durch Isaac Newton. Gottfried Wilhelm Leibniz entwickelte 1673 die Quadratur über die Quadratrix. Der Niederländer Christiaan Huygens schaffte 1673 die Evolutenbestimmung und Tautochronie.
Leibniz stellte 1686 die Integraldarstellung fertig. Die letzte wichtige Erkenntnis war 1697 die Brachistochroneneigenschaft durch Johann I Bernoulli.

## Mathematische Darstellung der Zykloide
Eine Zykloide kann als analytische Gleichung und in Parameterdarstellung dargestellt werden. Die Parameterdarstellung lautet
{\displaystyle x=r(t-\sin(t)),\quad y=r(1-\cos(t)),}
wobei {\displaystyle r} den Radius des Kreises und {\displaystyle t} den Parameter („Wälzwinkel“) bezeichnet. Aus dieser lässt sich der Parameter {\displaystyle t} eliminieren. Die analytische Gleichung lautet
{\displaystyle x(y)=r\arccos \left(1-{\frac {y}{r}}\right)-{\sqrt {y(2r-y)}},}
beschreibt aber nur den Teil der Zykloide mit {\displaystyle 0\leq x\leq r\pi }.

## Eigenschaften der Zykloide
Die gewöhnliche Zykloide ist eine periodische Kurve mit der Periode {\displaystyle 2\pi r}. Sie besteht aus weiten Bögen, die in Spitzen zusammenlaufen. Anschaulich gesprochen bewegt sich ein Punkt auf einem Reifen eines fahrenden Fahrrades (näherungsweise das Ventil) auf einer gewöhnlichen Zykloide.
Eine Brachistochrone beziehungsweise Tautochrone entsteht durch Spiegelung einer Zykloide an der x-Achse.

### Länge
Die Länge der gewöhnlichen Zykloide mit der Parameterdarstellung {\displaystyle x(t)=r(t-\sin(t)),\quad y(t)=r(1-\cos(t))} im Intervall {\displaystyle [a,b]} kann mit dem Integral {\displaystyle \int \limits _{a}^{b}{\sqrt {{\dot {x}}(t)^{2}+{\dot {y}}(t)^{2}}}\,\mathrm {d} t} berechnet werden. Mit den Ableitungen {\displaystyle {\dot {x}}(t)=r(1-\cos(t))} und {\displaystyle {\dot {y}}(t)=r\sin(t)} ergibt sich für die Länge eines Bogens
{\displaystyle L=\int \limits _{0}^{2\pi }{\sqrt {(r(1-\cos(t)))^{2}+(r\sin(t))^{2}}}\,\mathrm {d} t=8r.}

### Fläche
Durch Verwendung der Parameterdarstellung {\textstyle x=r(t-\sin t),\ y=r(1-\cos t)} für {\displaystyle 0\leq t\leq 2\pi }
ergibt sich der Inhalt der Fläche zwischen einem Bogen der Zykloide und der Geraden:
{\displaystyle A=\int \limits _{0}^{2\pi r}y\,\mathrm {d} x=\int \limits _{0}^{2\pi }r^{2}(1-\cos t)^{2}\,\mathrm {d} t=3\pi r^{2}.}
Die Fläche ist also dreimal so groß wie die Fläche des rollenden Kreises.

### Krümmungsradius
Für den durch den Parameterwert {\displaystyle t} gegebenen Kurvenpunkt beträgt der Krümmungsradius
{\displaystyle r_{K}=4r\sin \left({\tfrac {1}{2}}t\right).}
Speziell für die Scheitelpunkte gilt {\displaystyle r_{K}=4r.}

### Evolute, Evolvente, Katakaustik

Evolute einer Zykloide

Die Evolute (der geometrische Ort der Mittelpunkte aller Krümmungskreise) einer Zykloide ist wieder eine Zykloide. Sie entsteht aus der gegebenen Zykloide durch Parallelverschiebung mit dem Verschiebungsvektor {\displaystyle {\begin{pmatrix}\pm \pi r\\-2r\end{pmatrix}}}.
Die Evolvente (Involute) einer Zykloide (also die Kurve, die durch Abwicklung der Tangente entsteht) ist wieder eine Zykloide. Sie ist zur gegebenen Zykloide kongruent.
Auch die Katakaustik der Zykloide ist selbst wieder eine Zykloide.

### Die Tautochronie der Zykloide

Tautochronie der Zykloide

Zykloidenpendel

Vorausgesetzt, dass Luftwiderstand und Reibung zu vernachlässigen sind, gelangt ein frei beweglicher Massenpunkt von jedem Startpunkt auf einer umgedrehten Zykloide stets in derselben Zeit an den tiefsten Punkt. Diese Eigenschaft wird auch Tautochronie genannt (Linie gleicher Fallzeit; altgriechisch ταὐτό tauto „dasselbe“, χρόνος chronos „Zeit“).
Im 17. Jahrhundert zeigte Christiaan Huygens, dass beim Zykloidenpendel – einem Fadenpendel, bei dem sich der Faden an einer (passenden) Zykloide abrollt – die Schwingungsdauer unabhängig von der Auslenkung ist.

## Trochoide
Die Trochoide (altgriechisch τροχός trochos »Rad«) verallgemeinert den Begriff der Zykloide in naheliegender Weise: Der erzeugende Punkt hat vom Mittelpunkt des bewegten Kreises den Abstand {\displaystyle d>0}. Folgende Typen werden unterschieden:
- Verkürzte Zykloide ({\displaystyle d<r})
- Verlängerte Zykloide ({\displaystyle d>r})
- Gewöhnliche Zykloide ({\displaystyle d=r})

Die Form einer gewöhnlichen Zykloide gleicht einer Aneinanderreihung weiter Bögen, die verlängerte Zykloide weist an den Spitzen zwischen den Bögen noch Schleifen auf, während bei den verkürzten Zykloiden die Spitzen abgerundet sind.
Beliebige Trochoiden lassen sich durch folgende Parameterdarstellung beschreiben:
{\displaystyle x=rt-d\sin(t),\quad y=r-d\cos(t).}
Beispiele
- Gewöhnliche Zykloiden werden von Punkten auf der Lauffläche eines Autoreifens oder sonstiger Laufräder (Eisenbahn, Seilbahn) und von den Punkten längs der Lauffläche rollender Murmeln beschrieben.
- Verkürzte Zykloiden werden von Punkten innerhalb der Lauffläche beschrieben, etwa von Seitenstrahlern oder von Punkten auf den Speichen eines Fahrrads oder auch Ansatzpunkten von Pleuelstangen bei einer Dampflokomotive.
- Verlängerte Zykloiden werden von Punkten außerhalb der Lauffläche beschrieben; im Fall von Eisenbahnen wären das alle Punkte des Spurkranzes.

Gelegentlich wird der Begriff der Trochoide noch allgemeiner verwendet.

## Zykloidenverzahnung in der Getriebetechnik
In der Getriebetechnik ist die Zykloidenverzahnung eine von mehreren Techniken zur Verzahnung von Zahnrädern und Zahnstangen.
In Zykloidgetrieben folgt die Kontur der Kurvenscheiben äquidistant einer Zykloide.

## Trivia
Die Verwendung von Zykloiden und Trochoiden beim Zeichnen von Ornamenten fand durch das Spielzeug Spirograph weite Verbreitung.